# ラモン (KOF)
ラモン（Ramon）は、SNK（SNKプレイモア）の対戦型格闘ゲーム『ザ・キング・オブ・ファイターズ』シリーズに登場する架空の人物。

## 概要
『ザ・キング・オブ・ファイターズ』（以下『KOF』と表記）の7作目の『KOF2000』で主人公チームの一員として初登場する。
緑と黒のツートンカラーのトラックスーツを着用したルチャドール。右目に眼帯を付けているが、失明しているわけではなく『KOF2002』の勝利メッセージによると「ハンデ」とのこと。
自分をチームにスカウトしてくれたヴァネッサに対しては、彼女が既婚者であるにもかかわらず惚れている。
虎にこだわりをもっており、例えた台詞を言ったり、自分の技名に付けている。
『KOF2000』（以下『2000』と表記）ではヴァネッサとともにK'とマキシマとチームを組む。同作ではクーラ・ダイアモンドに勝利すると「あんたのボスに『心配事なら片付ける』と伝えろ」という旨のことを言い、またゼロ（クローンゼロ）との試合開始前には専用のリアクションを取るなど、ネスツとの因縁を匂わせているが、この設定は後の作品には受け継がれていない。
『KOF2001』（以下『2001』と表記）ではヴァネッサとともにセスと八神庵とチームを組む。また、イグニスとオリジナルゼロからラモンは庵ともども「最強の人類」として目を付けられていた事実が判明する。
『KOF2002』（以下『2002』と表記）ではヴァネッサとセスとともにKOF2000チームを組む。
『KOF XI』（以下『XI』と表記）ではハイデルンの依頼を受けたセスの提案でヴァネッサとブルー・マリーとともにエージェントチームを組む。
『KOF XIV』（以下『XIV』と表記）ではアンヘルとキング・オブ・ダイナソーを誘ってメキシコチームを結成する。
『KOF XV』（以下『XV』と表記）では、プロレス団体ギャラクシー・アントン・レスリング（G.A.W.）を立ち上げたアントノフと、ダイナソーとともにG.A.W.チームとして参戦した。

## 技の解説

### 必殺技
タイガーネックチャンスリー
フロント・ネックチャンスリー・ドロップで相手を背中から地面に叩き付けるコマンド投げ。
ローリングソバット
空中でソバットを繰り出す。
フライングボディアタック
「ローリングソバット」の追加技。空中から相手に体当たりする。
引き起こし
「フライングボディアタック」の追加技。『2001』で追加された。倒れた相手を強引に引き起こし、拳での追撃を叩き込む。

フェイントステップ
コマンド成立後、ボタンを押し続けている間ステップを踏みながら前後に移動する技。
ステップ中は足元が無敵となるが、攻撃を受けた場合は全てカウンターとなる。
ボタンを離した場合、弱はドロップキックを放ち、強はその場でステップを終了して次の行動に移ることができる。
サマーソルト
ダッシュで相手に接近し、相手を踏み台にするように蹴り付けて後方へと宙返りする移動投げ。
タイガーロード
『2001』で追加された移動技。後方に走り、壁（画面端）に接近するとジャンプをする。追加入力をしなかった場合は、頭から地面に突っ込むようにして攻撃する。
フェイントダッシュ
「タイガーロード」の追加技。壁に向かってジャンプする前に急停止する。
クロスチョップ
「タイガーロード」の追加技。壁を蹴って翻り、腕を顔の前で交差させ相手に突っ込む。

バードオブパラダイス
『2002』で追加された必殺技。
後ろを向いてから後方に宙返りし、両足を揃えて地面を踏み付けるように着地する技で、ダウンした相手への追撃判定を持つ。
ロープ振り
『XI』で追加されたコマンド投げ。
プロレスにおけるロープワーク（リングに張られたロープの反動を利用した技）を再現したもので、相手を画面端に向かって投げ飛ばし、跳ね返させる。

### 超必殺技
タイガースピン
コマンド投げ。身体を捻って勢いを付け、相手の足を蟹挟みしつつ投げ倒す技。
エル・ディアブロ・アマリロ・ラモン
乱舞技。ダッシュで相手に近付いて連続攻撃を叩き込み、最後は「ローリングソバット」で相手を気絶させ、一度後ろに下がってから助走を付けたドロップキックで吹き飛ばす。
サベージ・ファイヤーキャット
『2002』で追加された技。「タイガーロード」からの「クロスチョップ」で突進し、空中での連続攻撃を叩き込む。
『2002』『NW』『2002UM』ではガード不能技だが、『XI』では「タイガーロード」からの派生技となり、ガード可能になった。
ヒプノティックタイガー
『2002』で使用するMAX2。「エル・ディアブロ・アマリロ・ラモン」の強化版。
最後の攻撃は、「フェイントステップ」からのドロップキック、「サマーソルト」からの「フライングボディプレス」、「サマーソルト」からの頭突き（「タイガーロード」の追加入力をしなかった場合のもの）の3種類の中からランダムで選ばれる。
タイガーコンビネーション
『XI』で使用するリーダー超必殺技。
エル・ディアブロ・アマリロ・ラモン・ホランド
『XIV』での超必殺技。前述の「エル・ディアブロ・アマリロ・ラモン」と「サベ―ジ・ファイヤーキャット」を統合した乱舞技。
ハイパーソニック・ラモン
『XIV』でのCLIMAX超必殺技。
ロープ振りの動作で相手を投げ、相手と反対方向に数歩走ってから方向転換し、猛スピードで追い付いてフェイス・クラッシャーで顔面から地面に叩き付ける。

### ストライカー動作
エル・ディアブロ・アマリロ
最後をローリングソバットでしめる連続攻撃。

## 登場作品
- ザ・キング・オブ・ファイターズ2000
- ザ・キング・オブ・ファイターズ2001
- ザ・キング・オブ・ファイターズ2002
- ザ・キング・オブ・ファイターズXI
- ザ・キング・オブ・ファイターズNEOWAVE
- ザ・キング・オブ・ファイターズXIV
- ザ・キング・オブ・ファイターズALL STAR
- ザ・キング・オブ・ファイターズXV

## 担当声優
- 竹本英史（『2000』 - 『XI』までの各種作品）
- 勝沼紀義（『XIV』以降の各種作品）

## 関連人物
- ヴァネッサ - 憧れる女性、チームメイト
- セス - ヴァネッサの同僚、チームメイト
- リング - ヴァネッサとセスの上司
- K' - 『KOF2000』でのチームメイト
- マキシマ - 『KOF2000』でのチームメイト
- 八神庵 - 『KOF2001』でのチームメイト
- ブルー・マリー - 『KOF XI』でのチームメイト、『餓狼伝説』のキャラクター
- アンヘル - 敵対関係（ネスツ編）、『KOF XIV』でのチームメイト
- クーラ・ダイアモンド - ラモンが敵視する人物（ネスツ編）
- イグニス - 最強の人類の一角としてマークされる
- ゼロ（オリジナル） - 最強の人類の一角としてマークされる
- ゼロ（クローン） - ラモンが敵視する人物
- キング・オブ・ダイナソー - プロレスの同業者、『KOF XIV』『KOF XV』でのチームメイト
- アントノフ - 『KOF XV』でのチームメイト